# Naturlära (bok)
Naturlära är en bok från 2014 av Lars Lerin som innehåller akvarellmålningar. Lerin tilldelades Augustpriset 2014 i den facklitterära kategorin för boken.